# 向隍站
向隍站，位于云南省元谋县物茂乡，是成昆铁路上的一个已撤销的铁路车站。
向隍站建于1970年，原隶属昆明铁路局管辖，北上距成都站826公里，南下距昆明站274公里。
因乌东德水电站蓄水需要，该车站于2020年5月25日停办客货运业务，5月26日关闭。铁路部门在车站关闭后对该车站及周边线路设施进行拆除工作。2020年8月，该车站被江水淹没。